# تاكومي يامانو
تاكومي يامانو (باليابانية: 山ノ井 拓己) (مواليد 25 أكتوبر 1998)، هو لاعب كرة قدم كان يلعب كحارس مرمى.

## وصلات خارجية
- تاكومي يامانو على موقع رابطة كرة القدم اليابانية للمحترفين (اليابانية)
- تاكومي يامانو على موقع قاعدة بيانات كرة القدم.إي يو (الإنجليزية)
- تاكومي يامانو على موقع Soccerway.com (الإنجليزية)
- تاكومي يامانو على موقع عالم كرة القدم.نت (الإنجليزية)